# Giancarlo Acciaro
Giovanni Carlo Acciaro (Porto Torres, 6 ottobre 1951) è un politico italiano.

## Biografia
Dagli anni '80 è consigliere provinciale a Sassari con il Partito Sardo d'Azione, ricoprendo anche il ruolo di assessore. Nel 1990 viene eletto consigliere comunale a Sassari ed è nominato assessore.
In seguito è stato deputato della XI legislatura, dal 1992 al 1994, eletto nella circoscrizione Cagliari-Sassari. È stato poi per pochi giorni segretario nazionale del Partito Sardo d'Azione, dal 16 al 27 aprile 1994.